# Петровский, Владимир Фёдорович
Влади́мир Фёдорович Петро́вский (29 апреля 1933, Сталинград — 21 февраля 2014) — советский российский дипломат. Чрезвычайный и полномочный посол, доктор исторических наук, заслуженный работник дипломатической службы Российской Федерации.

## Биография
Родился в семье генерал-майора Фёдора Павловича Петровского (1907—1959). Окончил МГИМО МИД СССР (1957). На дипломатической работе с 1957 года. Доктор исторических наук, кандидат юридических наук.
- В 1957—1961 годах — дежурный референт Постоянного представительства СССР при ООН в Нью-Йорке.
- В 1964—1971 годах — сотрудник Секретариата ООН в Нью-Йорке.
- В 1971—1978 годах — сотрудник Отдела планирования внешнеполитических мероприятий МИД СССР.
- В 1978—1979 годах — заведующий Отделом планирования внешнеполитических мероприятий МИД СССР.
- В 1979—1986 годах — заведующий Отделом международных организаций МИД СССР.
- В 1986—1991 годах — заместитель министра иностранных дел СССР.
- С сентября 1991 года и до распада СССР — первый заместитель министра иностранных дел СССР[2].
- В 1992 году — представитель России в Совете сотрудничества НАТО.
- В 1992—1993 годах — заместитель генерального секретаря ООН, начальник Политического департамента Секретариата ООН.
- В 1993—2002 годах — заместитель генерального секретаря ООН, генеральный директор Европейского отделения ООН в Женеве.

С 2003 года — на пенсии. Работал главным научным сотрудником Института США и Канады РАН.
Похоронен в Москве на Ваганьковском кладбище.

## Основные работы
- Американская внешнеполитическая мысль. Критический обзор организации, методов и содержания буржуазных исследований в США по вопросам международных отношений и внешней политики (1976);
- Доктрина «национальной безопасности» в глобальной стратегии США. М.: Международные отношения, 1980;
- Разоружение: концепции, проблемы, механизм (1982);
- Безопасность в ядерно-космическую эру (1985).

## Награды и почётные звания
- Орден Трудового Красного Знамени.
- Орден «Знак Почёта».
- Медаль «В ознаменование 100-летия со дня рождения Владимира Ильича Ленина».
- Командор ордена Заслуг перед Республикой Польша (18 мая 2001, Польша)[4].
- Заслуженный работник дипломатической службы Российской Федерации (3 июля 2008) — За заслуги в научной деятельности и многолетнюю дипломатическую службу[5].